# Libušnje
Libušnje – wieś w Słowenii, w gminie Kobarid. W 2018 roku liczyła 43 mieszkańców.